# Stylaster verrillii
Stylaster verrillii is een hydroïdpoliep uit de familie Stylasteridae. De poliep komt uit het geslacht Stylaster. Stylaster verrillii werd in 1884 voor het eerst wetenschappelijk beschreven door Dall. 